# María Olivia Recart
María Olivia Recart Herrera (Concepción, 26 de enero de 1964) es una economista, empresaria y política chilena. Se desempeñó como subsecretaria de Estado en el Ministerio de Hacienda durante el primer gobierno de la presidenta Michelle Bachelet (2006-2010). Actualmente es se desempeña como rectora nacional de la Universidad Santo Tomás (UST), cargo que asumió en enero de 2019.

## Biografía
Nacida como la mayor de las cuatro hijas de un matrimonio de profesionales de clase media alta, se crio en el barrio Pedro de Valdivia de
Concepción, ciudad en la que vivió hasta los 25 años.
Se formó en el colegio Saint John's y se tituló como ingeniera comercial con mención en economía en la Universidad de Concepción. Posteriormente curso un magíster en la misma disciplina en el programa Ilades/Georgetown University. Luego viajó a Estados Unidos para ejercer en el Banco Mundial, y a su regreso en 1990 se radicó en Santiago de Chile.
Durante el Gobierno del presidente Patricio Aylwin realizó asesorías en los ministerios Secretaría General de la Presidencia y de Hacienda. En 1994 fue nombrada jefa de proyectos de emprendimiento de la Fundación Chile, ejerciendo hasta 2005.
Contrajo matrimonio con el economista de la Universidad de Chile Osvaldo Larrañaga, con quien tiene dos hijas.
En 1998, en paralelo a su carrera como economista, comenzó a participar en el taller de literatura de Marta Blanco, a partir del cual escribió el cuento «La Rosa lo roza», que resultó finalista en el Concurso de Cuentos Paula y fue publicado en el libro Queso de cabeza y otros cuentos.
Entre 2006 y comienzos de 2010 ocupó la titularidad de la Subsecretaría de Hacienda, siendo ministro Andrés Velasco. En septiembre de 2010 asumió como vicepresidenta de asuntos externos de la unidad Metales Base de la minera anglo-australiana BHP Billiton, cargo en el que sucedió al abogado Mauro Valdés.
También es miembro de la Comisión de Probidad y Transparencia y del equipo de acceso de Chile a la OCDE.
El 2 de enero de 2019, fue nombrada rectora de la Universidad Santo Tomás (UST), sucediendo a Jaime Vatter Gutiérrez.